# 中古中国語
中古中国語（ちゅうこちゅうごくご）または中古漢語（ちゅうこかんご）は、4世紀頃から宋代にかけての中国語である。その音韻体系は中古音（ちゅうこおん）とも呼ばれ、601年に作られその後に改訂・増補された韻書『切韻』によって知られる。スウェーデンの言語学者ベルンハルド・カールグレンは、『切韻』は隋や唐の首都長安で話されていた標準的な口語を記録していると考えていたが、現在の大半の研究者は、『切韻』の序文に基づき、『切韻』は南北朝時代からの北方と南方の読みと詩の伝統の妥協物を記録したものと考えている。この混成された韻書は、前段階である上古中国語（紀元前1千年紀早期）の再構のための重要な情報を提供している。
『切韻』などで漢字の発音を示すために使われた反切という方法は、それ以前の方法からは改善されていたが、実践で使うには不便だった。12世紀半ばの『韻鏡』などの韻図は、『切韻』の音韻の、より洗練された便利な分析を取り入れている。これらの韻図には、『切韻』出版後の数世紀間に起きた音変化の跡が残されている。言語学者は、『切韻』に反映されている体系を前期中古音、韻図により明らかにされた体系を後期中古音と呼ぶことがある。
韻書や韻図は相対的な用語を使って発音を示しているため、実際の発音は明示していない。カールグレンは現代の中国語諸方言や近隣諸国で使われている漢語系語彙の発音のグループを使い、初めて中古中国語を再構しようとした。他にも複数の学者が似た方法を使ってそれぞれの再構体系を発表した。
『切韻』の体系は中国語の方言研究の枠組みとしてよく使われる。上古中国語から独自の変化をしている閩語を除いて、現代中国語方言は一般に『切韻』体系から分かれ出たものとして扱われる。また、中古中国語の研究によって、唐詩などの漢詩をより深く理解し分析できるようになった。

## 資料
中古中国語の音韻の再構の大部分は、少数の原典の詳細な記述に基づき行われている。このうち最も重要なのは『切韻』(601年)という韻書とその改訂版である。『切韻』はよく、『韻鏡』、『七音略』などの宋代の韻図や、後の『切韻指掌図』や『四声等子』での解釈と共に用いられる。さらに現代中国語方言や、他の言語（特に日本語、朝鮮語、ベトナム語）に借用された中国語の単語の発音、外国の名前の漢字表記、ブラーフミー文字やチベット文字などの表音文字での中国の名前の転写、中国古典文学における押韻と声調パターンにみられる証拠によって、再構が補完される。

### 韻書

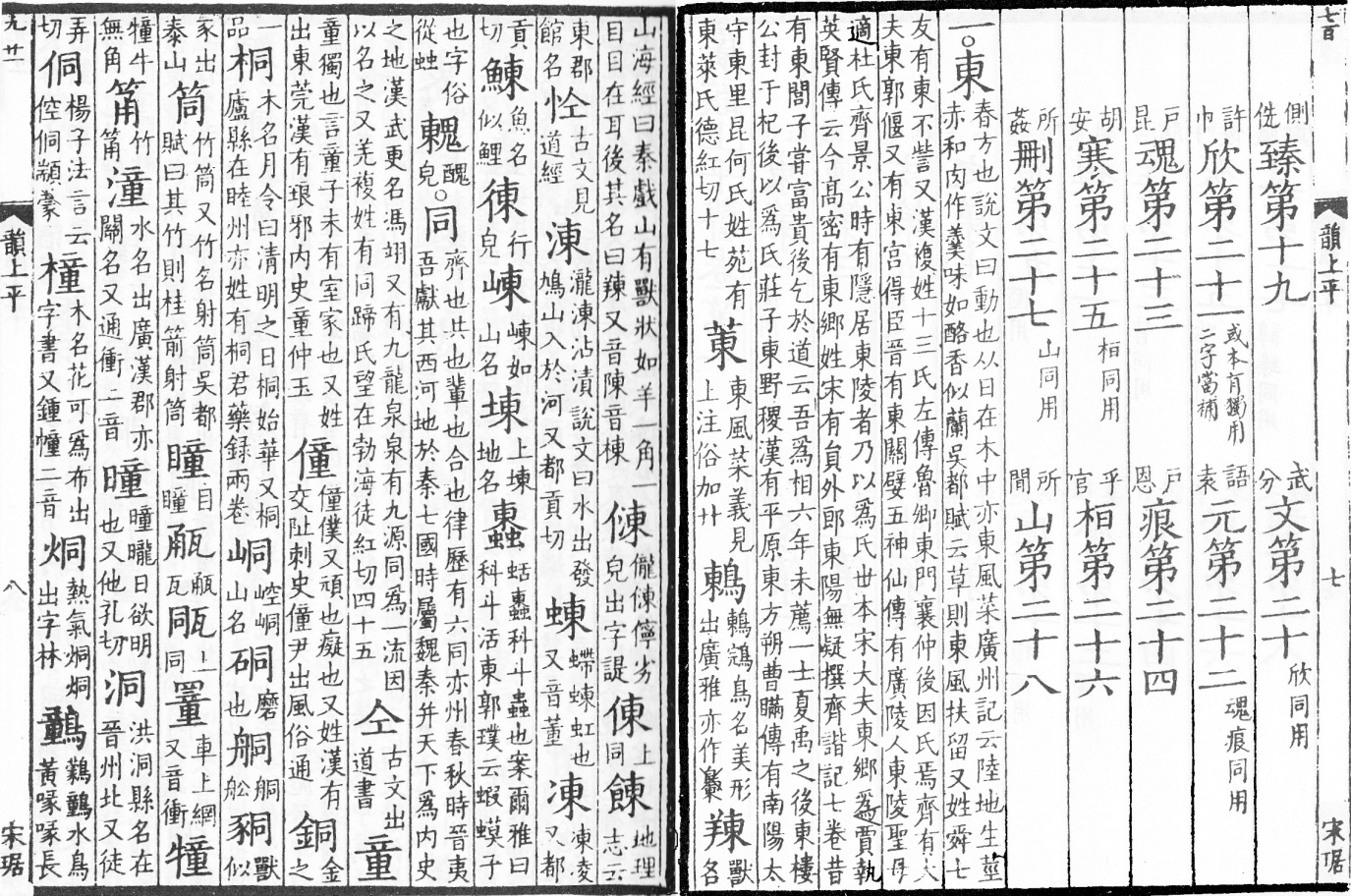
広韻の最初の韻目(東)

南北朝時代の学者たちにとって、古典の正しい朗唱は大きな関心事だった。様々な学派が、朗唱する際の発音と、規範化された詩の規則を成文化するために辞書を作った。『切韻』（601年）は、それ以前の6つの辞書の差異を統合させる試みであり、『切韻』の成功によってそれ以前の辞書は影が薄くなってしまい現存していない。『切韻』は唐代には標準的な発音として受け入れられ、その後の数世紀にいくつかの改訂と増補が行われた。
したがって『切韻』は現存する最古の韻書であり、前期中古中国語の漢字の発音の重要な資料となっている。20世紀初頭のベルンハルド・カールグレンによる先駆的研究の時点では、『切韻』は断片的にしか知られておらず、学者らは宋代に大きく増訂された版である『広韻』（1008年）に頼っていた。しかしその後、『切韻』そのものの重要な部分が敦煌で発見され、王仁昫による706年の版の完全な複製が1947年に発見された。
韻書は漢字をその発音に基づき、声調、押韻、同音性の階層によって整理している。互いに押韻可能な漢字は同じグループ（韻目）に入れられ、さらに、全く同音の字のグループ（小韻）に分けられる。小韻の発音は反切と呼ばれる2文字で示されている。2文字のうち1文字目はそのグループの音節の初頭の音（声母）を表し、2文字目は音節の声母以外の部分（韻母）を表す。半切という方法はそれ以前の方法に比べて重要な革新が行われており、これによって全ての漢字の発音を正確に説明することが可能になった。それ以前の辞書では、未知の漢字の発音を示すのに、最もよく似た発音のよく使われる字を示すという単純な方法で行っていた。
反切では、それぞれの声母と韻母を表すのに、多様な等価な文字を使っている。声母と韻母が実際に表しているカテゴリーは、広東省の学者陳澧による『切韻考』（1842）での詳細な分析によって、初めて明らかにされた。陳の方法では、ある二つの字の一方が他方の発音を表すのに使われているとき、その二つを等価とみなし、こうした連鎖を繋いでそれぞれの声母と韻母のグループを特定する。たとえば、「東」の発音は反切で「德紅」と表示され、「德」の発音は「多特」と表示され、「多」の発音は「德河」と表示されている。この場合、 「東」と「德」と「多」の初頭音（声母）は同じ音と結論付けられる。
『切韻』では193個の韻目にグループ分けされていて、それぞれが4つの声調の中に配置されている。一つの韻目につき複数種類の韻母が含まれている場合があり、この場合一般的には介音（特にそれが/w/のとき）あるいはいわゆる「重紐」と呼ばれる対においてのみ異なる。

### 韻図

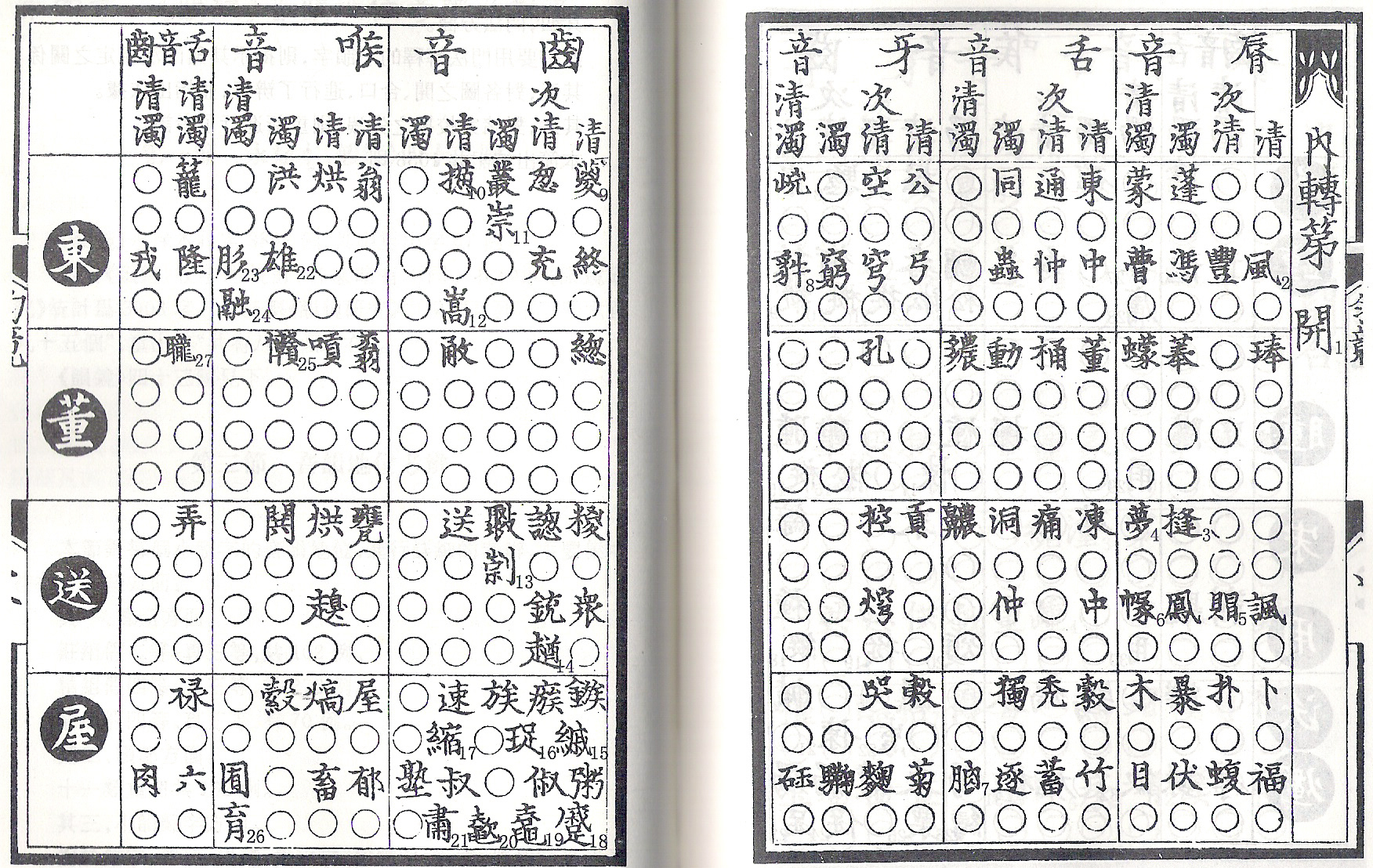
『韻鏡』の最初の部分。『広韻』の韻目の「東」(平声)、「董」(上声)、「送」(去声)、「屋」(入声)を含んでいる。

『韻鏡』（1150年頃）は、いわゆる韻図の中で最も古いものであり、『切韻』に含まれる体系のより詳細な音韻学的分析を提供している。『韻鏡』は『切韻』よりも数世紀後に作られた物で、『韻鏡』の著者らは、当時の後期中古音とは大きく異なる『切韻』の音韻体系の解釈を試みた。『韻鏡』の著者らはこの差異を認識していて、音韻体系の中の規則性や反切によって示された声母と韻母の共起関係を綿密に分析し、できる限り『切韻』の音韻体系を再構しようとした。しかし、彼らの分析は必然的に後期中古音からの影響を受けており、その体系の難解な面を解釈する際にこの影響を考慮に入れる必要がある。
『韻鏡』は43枚の図で構成され、それぞれに『切韻』の複数の韻目が配置されている。そして下記のようにグループ分けされる：
- 摂は、大まかな韻のグループで、16個ある。それぞれが「内転」または「外転」と表示されている。内転と外転の意味は議論の最中で定まっていないが、主母音の高さ（広さ）を示しているとする説があり、外転の韻母は広母音（/ɑ/ または /a/、/æ/）を持ち、内転の韻母は中央母音または狭母音を持っていたという。

- 開口と合口は、円唇化の有無を示している。合口の韻母は円唇母音（たとえば/u/）あるいは円唇わたり音（介音）を持っていた。

それぞれの図には23列があり、それぞれ頭子音を表している。『韻鏡』は36の頭子音を区別しているが、硬口蓋音、そり舌音、歯音（歯茎音）をまとめて同じ列に入れることで23列となっている。ただし頭子音が硬口蓋音かそり舌音か歯茎音かだけで区別されうるミニマル・ペアが同じ列に配置されることがないよう調整されているため、別の音同士のグループが合流している例はない。
それぞれの頭子音はさらに下記のように分類される：
- 調音部位：「脣音」（唇音）、「舌音」（歯茎音）、「牙音」（軟口蓋音）、「歯音」（破擦音と歯擦音）、「喉音」（咽喉音）。
- 発声：「清」（無気無声音）、「次清」（有気音）、「濁」（有声音）、「清濁」（鼻音または流音）。

それぞれの図には16行があり、伝統的な4つの声調（四声）に従って4行ずつ4グループに分けられている。ただし四声のうち入声には/p/、/t/、/k/で終わる音節のみが入り、それぞれ/m/、/n/、/ŋ/で終わる音節と同じ列に配置されている。各声調の中の4行の配置の意味は解釈が難しく、激しく議論されている。これらの4行は普通、一等、二等、三等、四等（等呼）と呼ばれ、音節の頭子音または介音の口蓋化あるいはそり舌音化、あるいは似た主母音の音質（たとえば/ɑ/、/a/、/ɛ/）の違いに関連すると考えられている。一方でこれを音声的カテゴリーではなく、『切韻』の分布パターンを活用してコンパクトな表示を実現する形式的な仕掛けと見ている学者もいる。
図のそれぞれのマスは、『切韻』の韻目に対応する。この配置から、それぞれの韻目を上記のカテゴリーに分類することができる。

### 現代方言と他言語での漢語系語彙
韻書や韻図は音韻的カテゴリーを示してはいるが、カテゴリーの実際の発音を明示はしていない。そこから変化した現代中国語諸方言の発音は手助けになるが、現代諸方言は後期中古音のコイネー言語に由来し、前期中古音の発音を知るのにはそれほど使えない。前期中古音の時期には大量の語彙が体系的にベトナム語、朝鮮語、日本語へ借用された（それぞれ漢越語、漢字語、漢語(音読み)と呼ばれる。漢語系語彙も参照）。ただし中国語の音韻を他言語の音韻体系に落とし込む際には、必然的に多くの区別が失われた。
例えば、下記に数詞の、中国語の3つの方言と、ベトナム語、朝鮮語、日本語に借用された発音を示す。
|                 |               | 現代中国語方言 | 現代中国語方言 | 現代中国語方言 | ベトナム語 | 朝鮮語 (イェール式) | 日本語    | 日本語    | 中古中国語 |
| 北京 （標準語） | 蘇州 （呉語） | 広東語         | 呉音           | 漢音           | ベトナム語 | 朝鮮語 (イェール式) |           |           | 中古中国語 |
| --------------- | ------------- | -------------- | -------------- | -------------- | ---------- | ------------------- | --------- | --------- | ---------- |
| 1               | 一            | yī             | [iɤʔ]7         | jat1           | nhất       | il                  | ichi      | itsu      | ʔjit       |
| 2               | 二            | èr             | [ɲi]6          | ji6            | nhị        | i                   | ni        | ji        | nyijH      |
| 3               | 三            | sān            | [sɛ]1          | saam1          | tam        | sam                 | san       | san       | sam        |
| 4               | 四            | sì             | [sɨ]5          | sei3           | tứ         | sa                  | shi       | shi       | sijH       |
| 5               | 五            | wǔ             | [ŋ]6           | ng5            | ngũ        | o                   | go        | go        | nguX       |
| 6               | 六            | liù            | [loʔ]8         | luk6           | lục        | [r]yuk              | roku      | riku      | ljuwk      |
| 7               | 七            | qī             | [tsʰiɤʔ]7      | cat1           | thất       | chil                | shichi    | shitsu    | tshit      |
| 8               | 八            | bā             | [poʔ]7         | baat3          | bát        | phal                | hachi     | hatsu     | pɛt        |
| 9               | 九            | jiǔ            | [tɕiøy]3       | gau2           | cửu        | kwu                 | ku        | kyū       | kjuwX      |
| 10              | 十            | shí            | [zɤʔ]8         | sap6           | thập       | sip                 | jū < jiɸu | jū < jiɸu | dzyip      |

### 他言語の転写
中国語に転写された他言語からの証拠はさらに限られており、他言語の発音を中国語の音韻体系に落とし込むことで借用語同様の曖昧さが生じているが、他のデータでは欠落している直接的証拠を保存している。なぜなら外国語（特にサンスクリットやガンダーラ語）から借用された語の発音は詳しく知られているからである。
たとえば、鼻音の頭子音/m n ŋ/は唐代初期にはサンスクリットの鼻音を表すのに使われていたが、後にサンスクリットの無気有声子音/b d ɡ/を表すのに使われるようになった。このことは、中国の一部の北西方言で鼻音が前鼻音化破裂音[ᵐb] [ⁿd] [ᵑɡ]に変化したことを示唆している。

## 研究方法

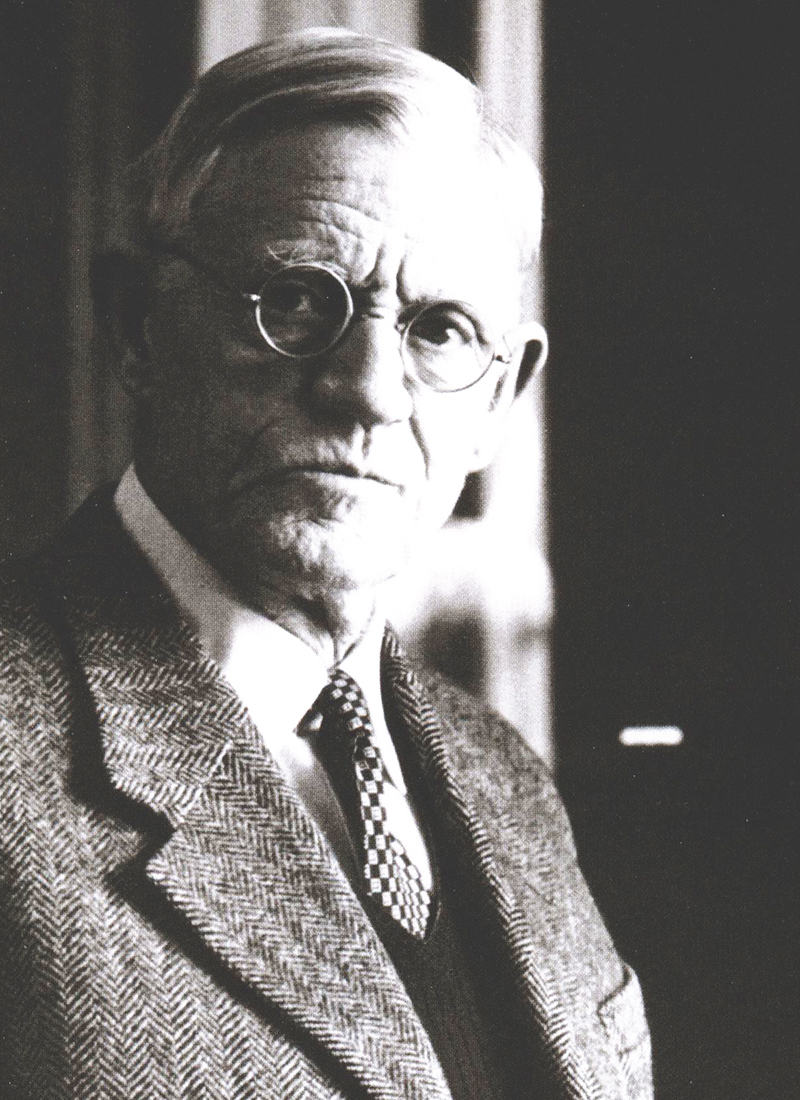
ベルンハルド・カールグレン

韻書や韻図は音韻カテゴリーを提供しているが、具体的にどういう音を表しているのかヒントはほとんど与えてくれていない。19世紀末、ヨーロッパの研究者らは、インド・ヨーロッパ祖語の再構に使われた歴史言語学の手法を適用することでこの問題を解決しようと探求した。Volpicelli(1896)とSchaank(1897)は康熙字典にある韻図と現代方言の発音を比較したが、彼らには言語学の知識がほとんど無かった。
スウェーデンの方言の転写の訓練を受けていたベルンハルド・カールグレンは、初めて現代中国方言の体系的な調査を行った。彼は韻書の音の記述として、当時知られていた最古の韻図を使い、また当時知られていた最古の韻書である『広韻』を研究した。彼は陳澧による研究を知らないまま、韻書の声母と韻母を特定するのに必要な反切の分析を繰り返した。カールグレンは、研究結果は隋と唐の首都だった長安の標準発音を反映したものと考えていた。彼は多くの区別をこの言語の正確な音声の精密表記として解釈した。彼は字音や現代方言の発音を『切韻』における分類の反映として扱うことでこの再構を行おうとした。『切韻』における一部の分類は、現存するどの言語・方言の発音でも区別されておらず、カールグレンはこの場合は同一の音を再構した。
カールグレンによる転写は多数の種類の子音と母音を含み、その多くは不均等に割り当てられている。趙元任とサミュエル・マーティンはカールグレンによる再構を中世の発音の記述として受け入れ、発音の対立を音素の記述として分析した。ヒュー・M・スティムソンはマーティンの体系の簡易版を唐詩の発音の大まかな指示に使用した。カールグレン自身は、音素の分析を有害な「熱狂」と見ていた。
より古い版の韻書と韻図が20世紀前半の間に日の目を見、王力、董同龢、李栄それぞれの再構において使われた。エドウィン・プリーブランクは『切韻』と韻図の体系はそれぞれ異なった（しかし関連した）体系として再構されるべきだと主張し、それぞれ前期中古音（Early Middle Chinese）と後期中古音（Late Middle Chinese）と呼んだ。プリーブランクはさらに、彼の再構した後期中古音は唐の標準語を反映したものだと主張した。
1947年に発見された『切韻』の序文は、『切韻』が南北朝時代後期からの北方と南方の発音と詩の伝統の妥協物であることを示唆している。大半の言語学者は、『切韻』が記録した全ての区別を持っていた単一の言語は存在しなかったが、それぞれの区別はいずれかの方言において行われていたと考えている。学者たちは『切韻』の体系と英語の発音の方言横断的な記述、例えばジョン・ウェルズによるlexical set（仮訳：語彙集合）や、いくつかの辞書で使われている表記法と比較した。例えば「trap」「bath」「palm」「lot」「cloth」「thought」には、イギリスの容認発音では4種類、一般米語では3種類の母音が含まれ、これらに基づいて（他のケースでも同様に）発音を特定することができる。
『切韻』の体系は、もはや単一の言語体系を記述したものとは見られていないが、むしろこのことは、より古い体系を再構するにあたってその価値をより高めていると言語学者らは指摘している。ちょうど英語の発音の方言横断的記述が、英語の古い体系を知るのに現代のどの単一方言の体系よりも多くの情報を提供していることと同様である。その重要性は、正確な音声の記述から音韻論的体系の構造に移っていった。こうして李方桂は、彼の上古中国語の再構の先駆けとして、カールグレンの表記法の修正を発表し、カールグレンが区別しなかった一部のカテゴリーに新しい表記法を追加したが、それに対して発音は示さなかった。この表記法は現在も広く使われているが、その記号はヨアン・ルンデルによるスウェーデン語方言字母に基づいており、国際音声記号とは異なっている。これの改善のため、ウィリアム・バクスターは、自身の上古中国語の再構に使うために、『切韻』と韻図の独自の表記法を作った。
カールグレン以降の全ての中古音の再構は、始めに韻書と韻図から分類を抽出し、方言と字音のデータ（そして時には転写のデータ）を補助的に使ってこの分類の音価を推定するという、カールグレンの方法に従っている。ジェリー・ノーマンやサウス・コブリンはこの方法を批判し、韻書や韻図を通して方言のデータを見ると、データが歪められると主張している。彼らは現代方言へ比較方法を完全に適用するよう主張し、転写データの体系的な使用がそれを補完するという。

## 音韻

伝統的な中国語の音韻構造

反切に由来する、中国語の音節の伝統的な分析では、音節を声母（頭子音、initial）と、韻母（final）に分ける。現代の言語学者は、韻母を、オプションのわたり音（medial、韻頭、介音）と、主母音（nucleus、韻腹）、そしてオプションの末尾子音（coda、韻尾）に分ける。大半の中古音の再構で認められているわたり音は/j/と/w/、さらにその結合した/jw/で、また多くの学者は二重母音/i̯e/における/i̯/のような母音的わたり音も認めている。末尾子音として広く認められているのは/j/、/w/、/m/、/n/、/ŋ/、/p/、/t/、/k/で、さらに/wk/や/wŋ/のような末尾子音も認める学者がいる。『切韻』において押韻している音節は、同一の主母音と末尾子音を持っていると想定されるが、介音は異なる場合がある。
再構された中古音は学者により異なる。この差異は子音については小さく、議論の余地があまり無いが、母音については大きな差異がある。最も広く使われている表記法は、李方桂によるカールグレンの再構の修正版と、ウィリアム・バクスターの表記法である。

### 声母
『韻鏡』の冒頭では伝統的な36声母が示され、それぞれが代表的な漢字で名付けられている。30声母を含んだ、より古い版が敦煌文献の中の断片から見つかっている。一方で、『切韻』の声母を特定するには、韻書全体に渡る反切の関係の慎重な分析が必要で、この作業は始め広東省の学者陳澧によって1842年に行われ、その後他の研究者に修正された。この分析によって伝統的な分析とはやや異なった声母のリストが明らかになった。36声母のうち一部の区別は韻図の時代にはもはや無かったが、それ以前の韻書の影響で保持されていたと、大半の研究者は見ている。
前期中古音は、無気無声音、有声音、有気音の3種類の破裂音を持っていた。舌頂阻害音には5種類のタイプがあり、このうち摩擦音と破擦音には歯音（あるいは歯茎音）、そり舌音、硬口蓋音の3種類の対立があり、破裂音には歯音とそり舌音の2種類の対立があった。以下の表は、前期中古音の声母を、伝統的な名称と大まかな音価で示している。
|              | 破裂音・破擦音 | 破裂音・破擦音 | 破裂音・破擦音 | 鼻音   | 摩擦音 | 摩擦音    | 接近音 |
| 無気無声音   | 有気音         | 有声音         | 無声音         | 鼻音   | 有声音 |           | 接近音 |
| ------------ | -------------- | -------------- | -------------- | ------ | ------ | --------- | ------ |
| 唇音         | 幫 [p]         | 滂 [pʰ]        | 並 [b]         | 明 [m] |        |           |        |
| 歯破裂音     | 端 [t]         | 透 [tʰ]        | 定 [d]         | 泥 [n] |        |           |        |
| そり舌破裂音 | 知 [ʈ]         | 徹 [ʈʰ]        | 澄 [ɖ]         | 娘 [ɳ] |        |           |        |
| 側面音       |                |                |                |        |        |           | 來 [l] |
| 歯擦音       | 精 [ts]        | 清 [tsʰ]       | 從 [dz]        |        | 心 [s] | 邪 [z]    |        |
| そり舌歯擦音 | 莊 [ʈʂ]        | 初 [ʈʂʰ]       | 崇 [ɖʐ]        |        | 生 [ʂ] | 俟 [ʐ]    |        |
| 硬口蓋歯擦音 | 章 [tɕ]        | 昌 [tɕʰ]       | 禪 [dʑ]        | 日 [ɲ] | 書 [ɕ] | 船 [ʑ]    | 以 [j] |
| 軟口蓋音     | 見 [k]         | 溪 [kʰ]        | 群 [ɡ]         | 疑 [ŋ] |        |           |        |
| 咽喉音       | 影 [ʔ]         |                |                |        | 曉 [x] | 匣/云 [ɣ] |        |

上古中国語の体系はこれより単純で、硬口蓋音やそり舌音を持たなかった。硬口蓋音やそり舌音の由来は、上古中国語における、阻害音の後に/r/または/j/が結合したものだと考えられている。
カールグレンによる中古音の再構と後代の研究者の再構には、以下の違いがある：
- /ʑ/と/dʑ/の逆転。カールグレンは宋代の韻図に基づき再構を行った。ところが、この2つの音は前期中古音から後期中古音までの間に合流したため、韻図を作った中国の音韻学者らはそれぞれの子音の発音を知るのに伝統に頼るしかなかった。どこかの段階で、この二つは偶然反転させられた。
- カールグレンは前期中古音のそり舌破裂音を硬口蓋破裂音と見ていた。それは前舌母音や/j/と共起する傾向があったためである。しかし現在ではこうした見方はされていない。
- カールグレンは有声子音を実際には息もれ声だったとみていた。しかし現在では、これは前期中古音ではなく、後期中古音だけの現象と推定されている。

『切韻』と同時期の他の資料では、やや異なった体系がみられる。これは南部の発音を反映したものと考えられている。この体系では、有声摩擦音の/z/、/ʐ/は、有声破擦音の/dz/、/ɖʐ/とそれぞれ区別されていない。またそり舌破裂音は歯破裂音と区別されていない。
『切韻』の時代から韻図の時代までにはいくつかの変化が起きた：
- 硬口蓋歯擦音はそり舌歯擦音と合流した[53]。
- /ʐ/は/ɖʐ/と合流した。
- 硬口蓋鼻音/ɲ/もそり舌化したが、既存の音素と合流することなく新たな音素/r/に変化した。
- /ɣ/の硬口蓋異音は/j/(以)と合流し、咽喉音の単一声母/j/(喻)となった[49]。
- 唇音において、ある環境で新たに唇歯音の系列が発生した。ある環境とは、典型的には前舌化と円唇化が同時に起きていた環境である（たとえば、ウィリアム・バクスターの再構では/j/と後舌母音、チャンの再構では前舌円唇母音）。一方で、現代の閩語ではこれらの語で両唇音を保持しており、客家語もいくつかの語で保持している[54]。
- 有声阻害音が息もれ声を伴うようになった（現在も呉語にある）。

下の表は後期中古音の声母の記述について代表的な説を示している。
|              | 破裂音・破擦音 | 破裂音・破擦音 | 破裂音・破擦音 | 共鳴音 | 摩擦音 | 摩擦音  | 接近音 |
| 無気無声音   | 有気音         | 息もれ声       | 無声           | 共鳴音 | 息もれ |         | 接近音 |
| ------------ | -------------- | -------------- | -------------- | ------ | ------ | ------- | ------ |
| 両唇音       | 幫 [p]         | 滂 [pʰ]        | 並 [pɦ]        | 明 [m] |        |         |        |
| 唇歯音       | 非 [f]         | 敷 [f]         | 奉 [fɦ]        | 微 [ʋ] |        |         |        |
| 歯破裂音     | 端 [t]         | 透 [tʰ]        | 定 [tɦ]        | 泥 [n] |        |         |        |
| そり舌破裂音 | 知 [ʈ]         | 徹 [ʈʰ]        | 澄 [ʈɦ]        | 娘 [ɳ] |        |         |        |
| 側面音       |                |                |                |        |        |         | 來 [l] |
| 歯擦音       | 精 [ts]        | 清 [tsʰ]       | 從 [tsɦ]       |        | 心 [s] | 邪 [sɦ] |        |
| そり舌歯擦音 | 照 [ʈʂ]        | 穿 [ʈʂʰ]       | 牀 [(ʈ)ʂɦ]     | 日 [ɻ] | 審 [ʂ] | 禪 [ʂɦ] |        |
| 軟口蓋音     | 見 [k]         | 溪 [kʰ]        | 群 [kɦ]        | 疑 [ŋ] |        |         |        |
| 咽喉音       | 影 [ʔ]         |                |                |        | 曉 [x] | 匣 [xɦ] | 喻 [j] |

有声音と無声音の対立は現代の呉語と老湘語（湘語の方言）で保存されているが、他の方言では失われている。そり舌破裂音が閩語では歯破裂音として現れるが、他の地域ではそり舌歯擦音に合流している。南部ではこれらはさらに(非そり舌)歯擦音に合流しているが、北方方言(官話)の大部分ではこの区別は保持されている。北方方言の硬口蓋音の系列は、歯擦音と軟口蓋音における口蓋化異音の合流から生じたものだが、これはかなり最近の変化であり、前期中古音の硬口蓋子音とは繋がっていない。

### 韻母
音節のうち声母（頭子音）以外の部分が韻母であり、『切韻』では「反切」の2文字目で、同じ韻母を持つ字を使って表される。例えば「東」の発音は反切で「德紅」と表されていて、「東」と「紅」は声母は異なるが韻母は同じであることが分かる。各韻母は一つの韻目の中に入れられるが、韻目と韻母は必ずしも一対一の関係にあるわけではなく、一つの韻目に含まれる韻母は1種から最大4種まである。韻母には主母音と声調が必ずあり、主母音の前に介音（medial）、つまり半母音あるいは縮小母音またはその両方の結合がある場合がある。主母音の後には末尾子音がある場合がある。韻母は複数の音素の結合を一つのグループとして扱っているため、その再構は声母と比べてかなりの困難を伴う。
一般的に受け入れられている末尾子音は、半母音の/j/、/w/と、鼻音/m/、/n/、/ŋ/、そして破裂音/p/、/t/、/k/である。韻書における特定の韻目での扱いから、末尾子音としてさらに/wŋ/と/wk/を提案する研究者もいる。半母音または鼻音の末尾子音を持つ韻母は、平声、上声、去声のいずれかの声調を持つ。破裂音の末尾子音を持つ韻母は、対応する鼻音と同じカテゴリーに割り当てられ、入声を持つものとして記述されている。
介音と主母音については広い合意はない。一般的に合意されているのは、「合口」の韻母は円唇わたり音/w/または母音/u/を持っていて、「外転」の主母音は「内転」よりも広い母音だったということである。
等呼の解釈はさらに難しく、議論の的となっている。『切韻』における3つのグループは、韻図でもっぱら一段目、二段目、四段目にそれぞれ現れるため、一等、二等、四等の名称で呼ばれている。残りのグループは三段目に現れるので三等と呼ばれているが、一部の声母の場合は二段目や四段目に配置されていることがある。大半の言語学者は三等は/j/の介音を持ち、一等は/j/の介音を持たなかったという説に同意しているが、これ以上の詳細な再構は研究者により異なる。『切韻』で区別されていた多数の韻目を説明するために、カールグレンは16母音と4介音を提案した。後代の研究者らは多様な説を提案している。

### 声調
中古中国語の四種類の声調（四声）は沈約によって西暦500年頃に初めて列挙された。このうち最初の3つ、「平声」、「上声」、「去声」は開音節および鼻音で終わる音節において現れる。これ以外の音節、つまり破裂音で終わる音節は、「入声」を持ち、それぞれ対応する鼻音を持つ音節に相当するものとして記述されている。『切韻』やその後継書物は、四声ごとに構成されており、最も語数の多い平声に2巻が割り当てられ、これ以外の声調にそれぞれ1巻が割り当てられている。
カールグレンは、平声、上声、去声を、それぞれ文字通りに平ら、上昇、下降の音高曲線を持つものと解釈した。しかし現代諸方言の声調に反映されている音高曲線は地域によって非常に幅広く異なっているため、中古中国語の四声の音高曲線を再構するのは不可能である。知られている最古の声調の音高についての記述は、9世紀初頭の元和韻譜（現存しない）からの宋代の引用であり、「平声は悲しく安定している。上声は鋭く上がる。去声は澄んで遠い。入声はストレートで急である。」（「平聲哀而安，上聲厲而舉，去聲清而遠，入聲直而促」）とされる。西暦880年、日本の僧、安然は、平声は「直低」、上声は「直高」、去声は「稍引」と記述している。
中古中国語の声調体系は、隣接する東南アジア言語連合-ミャオ・ヤオ祖語、タイ祖語、早期ベトナム語の声調と極めて類似しているが、これらはいずれも中国語と系統上の関係はない。さらに、最古層の借用語では異なる言語での声調カテゴリーと規則的な対応がみられる。1954年、アンドレ＝ジョルジュ・オドリクールはベトナム語における上声と去声の対応語が、オーストロアジア語族の他の声調のない言語における末尾の/ʔ/と/s/にそれぞれ対応することを示した。オドリクールはこのことから、オーストロアジア祖語には声調は無く、ベトナム語の声調はこうした子音に条件づけられて発展したもので、こうした子音は後に消滅したと主張した。このような過程は声調発生として知られる。オドリクールは、中古中国語など他の言語における声調も似たような起源を持つとする説を提唱した。他の研究者らはその後、より古い中国語におけるこうした子音の転写などの証拠を発見し、現在では多くの言語学者が上古中国語には声調が無かったと考えている。
西暦1千年紀末頃、中古中国語と東南アジア諸言語は、声調カテゴリーの音素分裂（phonemic split）を経験した。有声音の頭子音を持つ音節は低めに発音される傾向があり、唐代後期までに、各四声は頭子音に条件付けられた2つのグループ、「陰調」と「陽調」に分裂した。大半の方言で有声音が失われたとき（呉語と老湘語、一部の贛語方言を除く）、この差異は音素的になり、8種類の声調カテゴリーが生じた。広東語はこのカテゴリーを維持し、さらに入声において新たな対立を生み出して9種類の声調を持っている。しかし大半の諸方言では対立数はこれより少ない。例えば北方方言では上声の低い方のカテゴリーは去声と合流して現代の下降調を形成し、四声の体系が残された。さらに大半の北方方言で破裂音の末尾子音は消失し、そうした音節は他の4種類の声調のいずれかを割り当てられている。

## 文法
様々な種類の中古中国語の広範な残存資料が、中古中国語文法の研究のための大きな情報源となっている。中国語は形態論的発達が欠如しているため、中古中国語の文法分析は個々の語そのものの性質や意味と、文中での語の配置を決める統語規則に焦点を当てる傾向にある。